# Pezuls
Pezuls är en kommun i departementet Dordogne i regionen Nouvelle-Aquitaine i sydvästra Frankrike. Kommunen ligger i kantonen Sainte-Alvère som tillhör arrondissementet Bergerac. År 2022 hade Pezuls 118 invånare.

## Befolkningsutveckling
Antalet invånare i kommunen Pezuls
Referens:INSEE